# Marie-Émile Boismard
Marie-Émile Boismard (ur. 14 grudnia 1916 w Seiches-sur-le-Loir, zm. 23 kwietnia 2004) – francuski biblista, dominikanin.
Wykształcony w Rzymie, był wykładowcą Nowego Testamentu. Jako członek Szkoły Biblijnej (École Biblique) w Jerozolimie, był jednym z tłumaczy Biblii jerozolimskiej. Autor wielu publikacji. Podał m.in. nową hipotezę dotyczącą tzw. problemu synoptycznego, badał również powstanie Dziejów Apostolskich, oraz Apokalipsy, oraz zagadnienie pochodzenia Kodeksu Bezy.

## Biogram
Urodził się 14 grudnia 1916 roku w Seiches-sur-le-Loir jako czwarte dziecko Armanda i Marie Boismard. Po egzaminie dojrzałości wstąpił do zakonu dominikanów. W 1937 roku został powołany do wojska, w 1940 roku wrócił na studia teologiczne, w 1943 roku przyjął święcenia kapłańskie. 
6 stycznia 1946 roku przybył do  Francuskiej Szkoły Biblijnej i Archeologicznej w Jerozolimie, gdzie podjął pracę naukową. Pozostał tu do końca swego życia. 

## Badania teologiczne

### Teoria wyjaśniająca problem synoptyczny

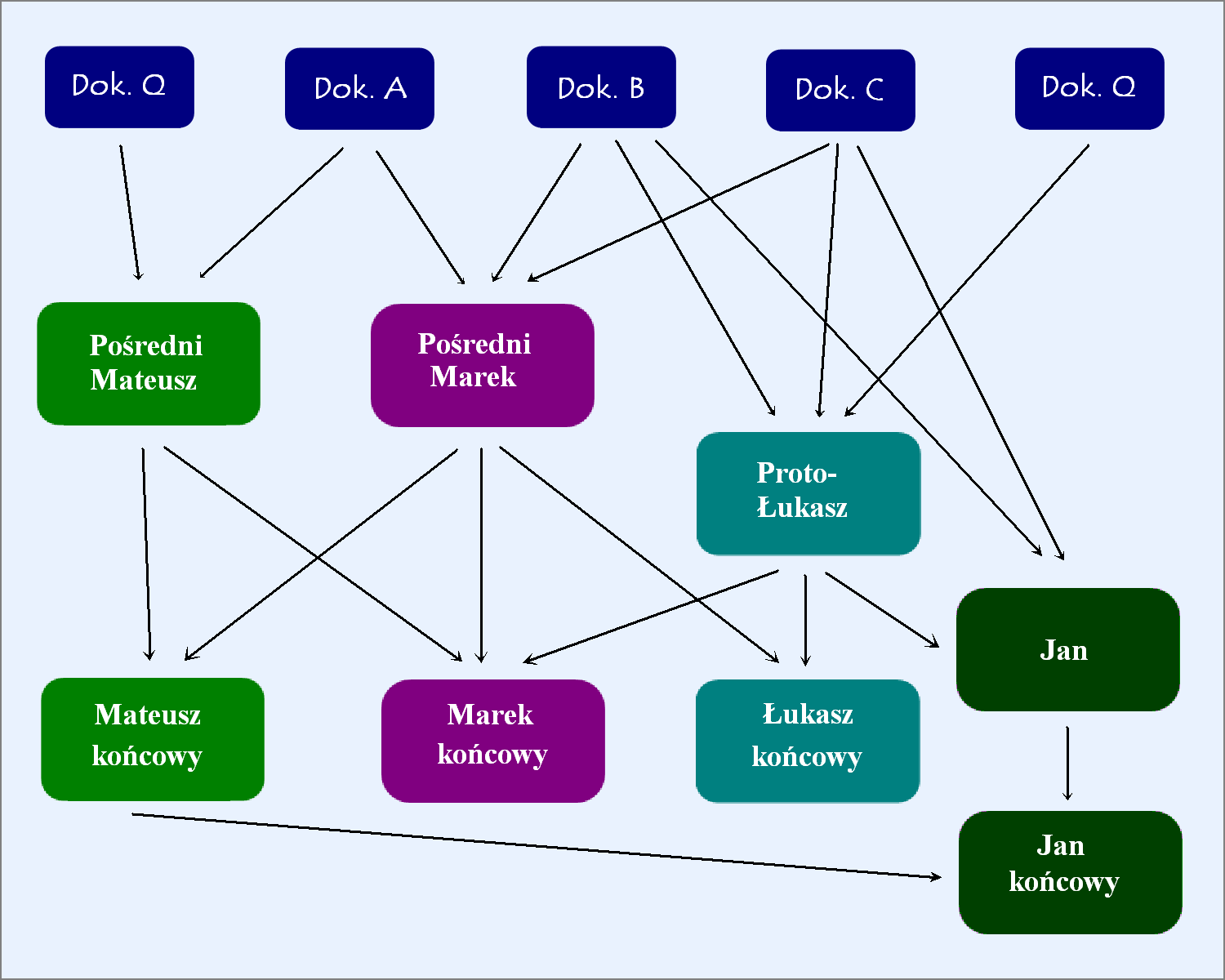
Hipoteza Boismarda odnośnie problemu synoptycznego.

Próbując rozwiązać zagadnienie, jak powstały Ewangelie synoptyczne, Marie-Émile Boismard zaproponował rozbudowaną teorię wielu źródeł. Przyjął on dla Ewangelii synoptycznych istnienie czterech podstawowych źródeł pisanych: A, B, C, Q. Ewangelie synoptyczne powstały w wyniku dwustopniowej redakcji. Dokument A był pochodzenia palestyńskiego. Miały się w nim znajdować proste i rzeczowe relacje z życia Jezusa, zawierające jedynie pewne elementy interpretacyjne. Dokument B miał być adaptacją dokumentu A, dokonaną dla potrzeb chrześcijan wywodzących się z pogaństwa. Dokument C zawierał starą tradycję palestyńską o Jezusie. Na jego istnienie wskazują te perykopy Ewangelii Marka, które są wyraźną kompilacją trzech tekstów. Natomiast dokument Q zawierał zasadniczo materiał wspólny dla Ewangelii Mateusza i Ewangelii Łukasza. Na pierwszym etapie kształtowania się Ewangelii synoptycznych tzw. Pośredni-Mateusz korzystał z dokumentu A i Q. Pośredni-Marek oparł głównie swoje dzieło na dokumencie B. Korzystał jednak również z dokumentu A i C. Proto-Łukasz korzystał z dokumentu B, C i Q. Najwięcej jednak materiału zaczerpnął z Pośredniego-Mateusza. W końcowej redakcji Mateusz korzystał z Pośredniego-Marka, Marek z Pośredniego-Mateusza i Proto-Łukasza, Łukasz zaś z Pośredniego-Marka.
Jakkolwiek hipoteza Boismarda wyjaśnia wszystkie zachodzące między Ewangeliami zależności, w dalszym ciągu pozostaje kwestia do rozstrzygnięcia: w jaki sposób w tak krótkim czasie mogło dojść do tak skomplikowanych zależności. Wszystkie źródła oddziaływać miałyby jedynie na pośrednie redakcje poszczególnych Ewangelii, nie mając żadnego wpływu na etap końcowy.

### Geneza Apokalipsy
W latach 50. XX wieku Marie-Émile Boismard zaproponował teorię powstania Apokalipsy, godzącą głosy tradycji z nowożytnymi teoriami pluralistycznymi. Według tej teorii, Apokalipsa została zredagowana jako połączenie dwóch, napisanych przez tego samego autora, ale w różnym czasie, źródeł. Teoria ta cieszyła się wielką popularnością w latach 50. i 60. Chociaż już w latach 70. większość biblistów ustosunkowała się do niej krytycznie, to po dziś dzień ma ona swoich zwolenników.

## Wybrane publikacje
- L'Apocalypse (La Sainte Bible), przekład na j. francuski w ramach École biblique de Jérusalem, Paryż, Éd. du Cerf, 1950.
- Le Prologue de saint Jean, Paris, Éd. du Cerf, «Lectio Divina» 11, 1953.
- Du Baptême à Cana (Jean 1,19-2,11), Paris, Éd. du Cerf, «Lectio Divina» 18, 1956.
- Quatre hymnes baptismales dans la première épître de Pierre, Paris, Éd. du Cerf, «Lectio Divina» 30, 1961.
- Synopse des quatre évangiles en français avec parallèles des apocryphes et des Pères, vol. I, Textes, avec P. Benoit, Paris, Éd. du Cerf, 1965.
- Synopse des quatre évangiles en français, vol. II, Commentaire, avec P. Benoit, A. Lamouille et P. Sandevoir, Paris, Éd. du Cerf, 1972.
- Synopse des quatre évangiles en français, vol. III, L'évangile de Jean, avec A. Lamouille et G. Rochais, Paris, Éd. du Cerf, 1977.
- La Vie des Évangiles. Initiation à la critique des textes, avec A. Lamouille, Paris, Éd. du Cerf, 1980.
- Le Texte occidental des Actes des apôtres. Reconstitution et réhabilitation, (2 vol.) (Synthèse 17), avec A. Lamouille, Paris, Éd. Recherche sur les civilisations, 1984. Nowe, całkowicie przepracowane wydanie (Études bibliques NS 40), Paris, J. Gabalda, 2000.
- Synopsis Graeca Quattuor Evangeliorum, avec A. Lamouille, Leuven-Paris, Peeters, 1986.
- Moïse ou Jésus. Essai de christologie johannique (BETL, 86), Leuven, University Press-Peeters, 1988.
- Les Actes des deux apôtres (3 vol.) avec A. Lamouille (Études bibliques 12-14), Paris, J. Gabalda, 1989.
- Un évangile pré-johannique (F. vol. I [Jean 1,1-2,12] w 2 tomach, razem z Arnaud Lamouille, Paris, Gabalda [Études Bibliques, n.s. 17-18], 1993; vol. II [Jean 2,13-4,54] w 2 tomach, Paris, Gabalda [Études Bibliques n.s. 24-25], 1994; vol. III).
- L'évangile de Marc. Sa préhistoire (F. Paris, Gabalda [Études Bibliques n.s. 26], 1994).
- Faut-il encore parler de « résurrection »? (F. Paris, Cerf, 1995)
- Jésus, un homme de Nazareth, raconté par Marc l'évangéliste, Éd. du Cerf, 1996.
- Le martyre de Jean l'apôtre (CRB 35), Paris, Gabalda, 1996.
- L'Évangile de l'enfance (Luc 1 – 2) selon le proto-Luc (Études bibliques 35), Paris, J. Gabalda, 1997.
- En quête du proto-Luc (Études bibliques 37), Paris, J. Gabalda, 1997.
- À l'aube du christianisme. Avant la naissance des dogmes (Théologie), Paris, Cerf, 1998.
- Critique textuelle ou critique littéraire? Jean 7,1-51 (CRB 40), Paris, J. Gabalda, 1998.
- La lettre de saint Paul aux Laodicéens retrouvée et commentée (CRB 42), Paris, Gabalda, 1999.
- L'énigme de la lettre aux Éphésiens (Études bibliques NS 39), Paris, J. Gabalda, 1999.
- Le baptême selon le Nouveau Testament (Théologies), Paris, Le Cerf, 2001.
- Comment Luc a remanié l'évangile de Jean (CRB 51), Paris, J. Gabalda, 2001.
- L'évangile selon Matthieu, d'après un papyrus de la collection Schøyen. Analyses littéraires (CRB 55), Paris, Gabalda, 2003.